# Добре (гміна, Радзейовський повіт)
Гміна Добре (пол. Gmina Dobre) — сільська гміна у північній Польщі. Належить до Радзейовського повіту Куявсько-Поморського воєводства.
Станом на 31 грудня 2011 у гміні проживало 5568 осіб.

## Площа
Згідно з даними за 2007 рік площа гміни становила 70.77 км², у тому числі:
- орні землі: 91.00%
- ліси: 3.00%

Таким чином, площа гміни становить 11.66% площі повіту.

## Населення
Станом на 31 грудня 2011:
| Опис     | Загалом | Загалом | Чоловіки | Чоловіки | Жінки | Жінки |
| -------- | ------- | ------- | -------- | -------- | ----- | ----- |
| одиниця  | осіб    | %       | осіб     | %        | осіб  | %     |
| все      | 5568    | 100     | 2763     | 49.62    | 2805  | 50.38 |
| міське   | 0       | 100     | 0        |          | 0     |       |
| сільське | 5568    | 100     | 2763     | 49.62    | 2805  | 50.38 |

## Сусідні гміни
Гміна Добре межує з такими гмінами: Крушвиця, Осенцини, Радзеюв, Закшево.